# 레치에 3세

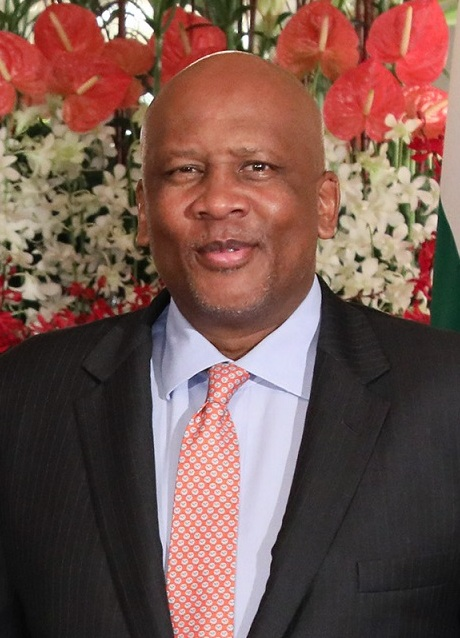
레치에 3세

레치에 3세(Letsie III, 1963년 7월 17일 ~ )는 레소토의 현임 국왕이다. 군부의 쿠데타에 의해 권력을 장악한 군사평의회가 아버지 모슈슈 2세를 퇴위시키자 뒤를 이어 1990년에 즉위했다. 1994년 헌법정지 와 의회 및 내각의 해산을 선언한다. 이에 반대하는 시위를 진압하는 과정에서 경찰과 군인의 발포로 인해 일부 시민이 희생되자 이에 책임을 지고 1995년 퇴위하고 아버지 모슈슈 2세가 다시 즉위하였다. 1996년에 모슈슈 2세가 교통사고로 사망하자 1997년 다시 복위하였다.